# Rokkō
Der Rokkō (jap. 六甲山, Rokkō-san) ist mit 931 m Höhe der Hausberg Kōbes. Direkt im Norden der Stadt gelegen, dient er als Naherholungsgebiet und bietet eindrucksvolle Aussichten auf einen großen Teil des Ballungsgebietes Kansai. Besonders die nächtliche Sicht auf das Lichtermeer der Städte Kōbe und Ōsaka ist unter der Bezeichnung „10-Millionen-Dollar-Aussicht“ berühmt.

## Namensgebung
Ursprünglich hieß der Berg „Muko-yama“, entsprechend dem ihn an der Ostseite umfließenden Fluss „Muko-gawa“. Von Anfang an wurden allerdings verschiedene Schriftzeichen für die beiden Aussprachen „muko“ benutzt. Etwa seit der Meiji-Restauration löste die Onyomi-Lesung für das erste und das dritte Schriftzeichen in 六甲山 die Kunyomi-Lesung ab, sodass sich die heutige Aussprache ergab.

## Bergmassiv
Mit „Rokkō-san“ wird gemeinhin auch der gesamte Bergrücken der „Rokkōberge“ namentlich mit den Gipfeln Futatabi (463 m, nördlich des Stadtzentrums), Maya (698 m) und Rokkō (nordöstlich des Stadtzentrums) bezeichnet.
Während des großen Hanshin-Awaji-Erdbebens 1995 warf das Bergmassiv die Schockwellen auf den weicheren Boden des südlich davor liegenden Stadtgebietes zurück, wodurch gerade der mittlere Streifen des schlauchförmig langgezogenen Stadtgebietes die stärksten Erschütterungen erfuhr.

## Sonstiges
Der Rokkō-Oroshi (六甲颪) ist ein im Sommer kühlender, im Winter kalter Fallwind des Rokkō auf die Stadt Kōbe. Nach ihm ist die Hymne der Hanshin Tigers benannt.

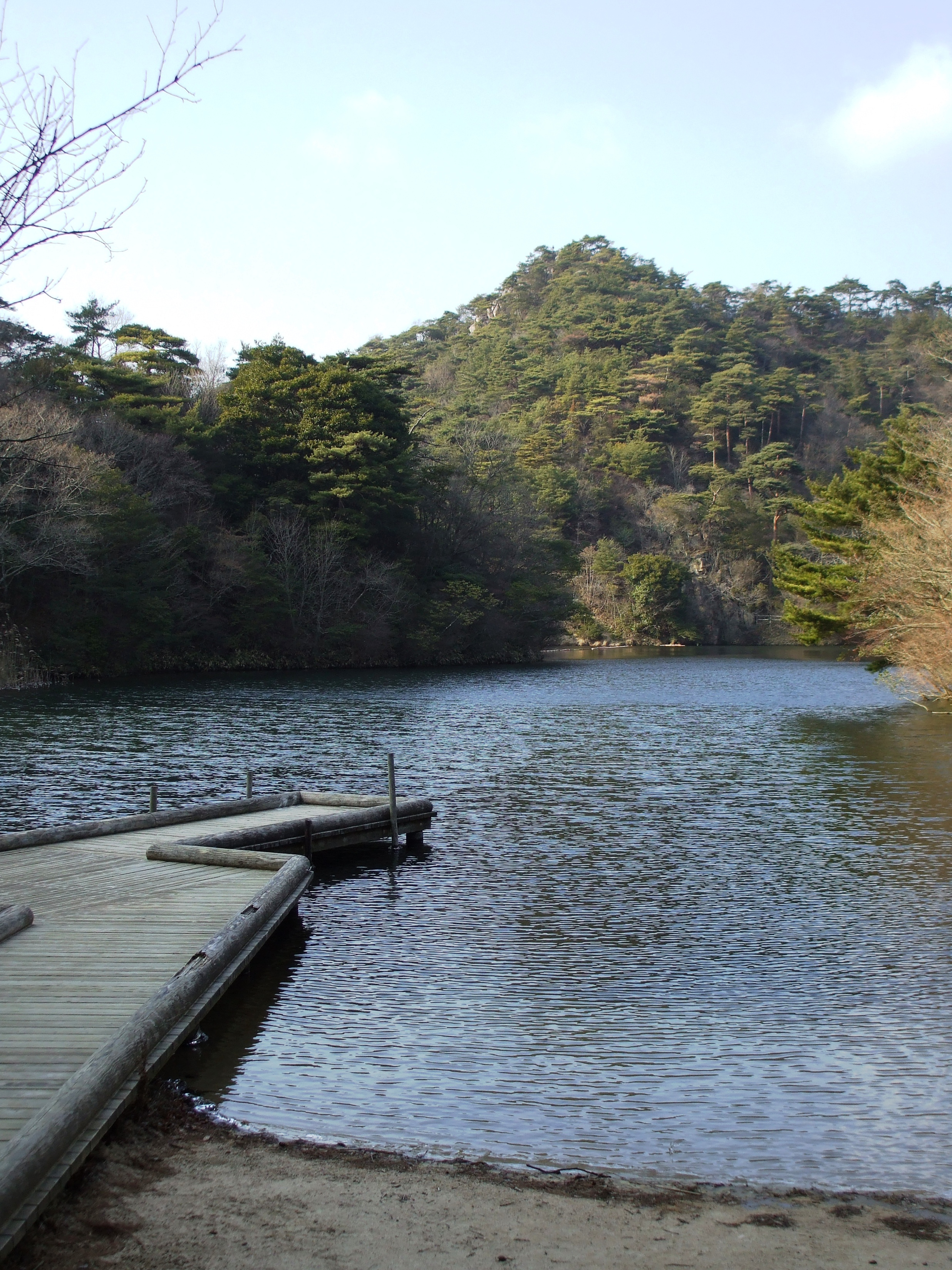
See Hotaka
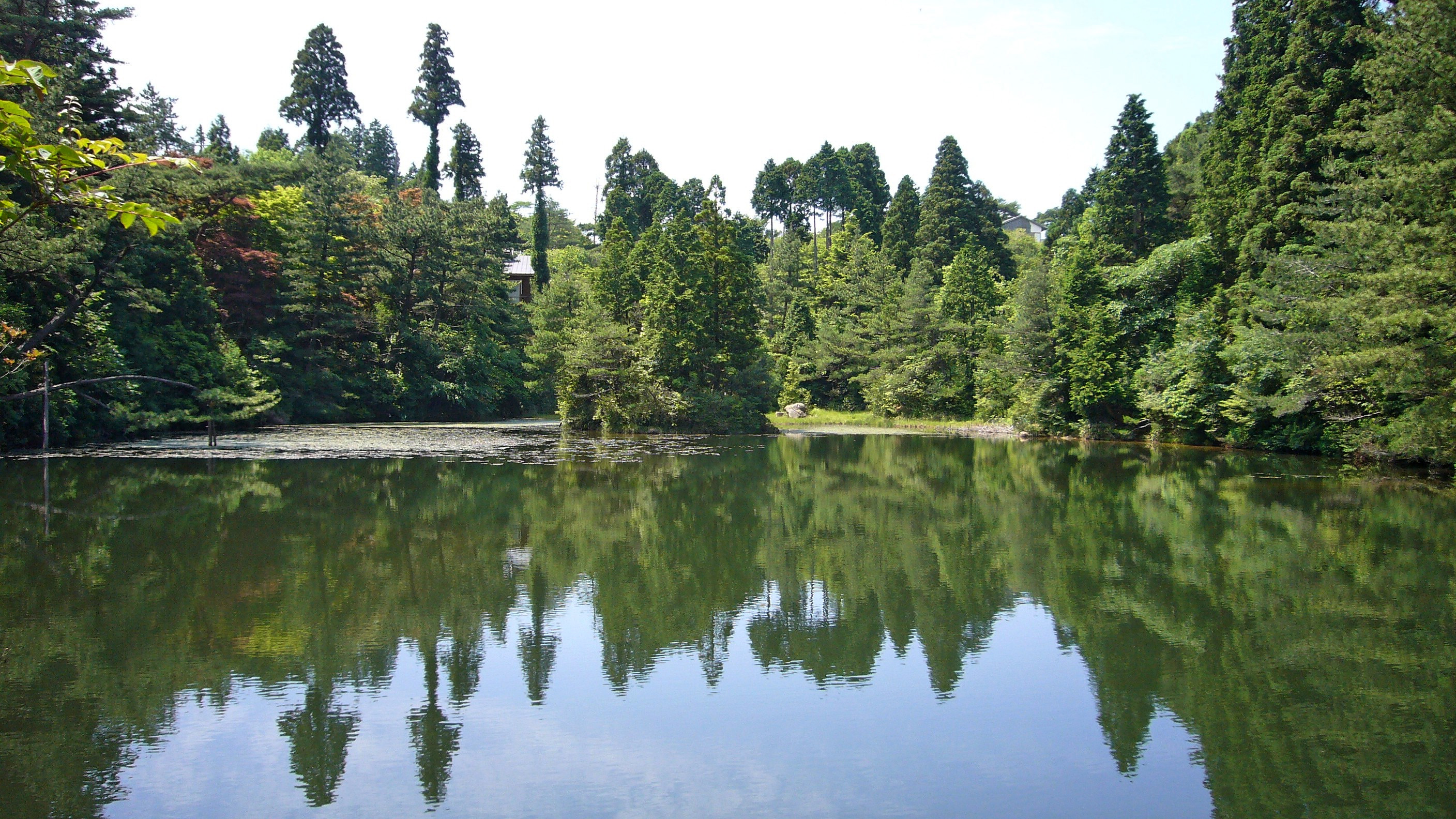
See Mikuni
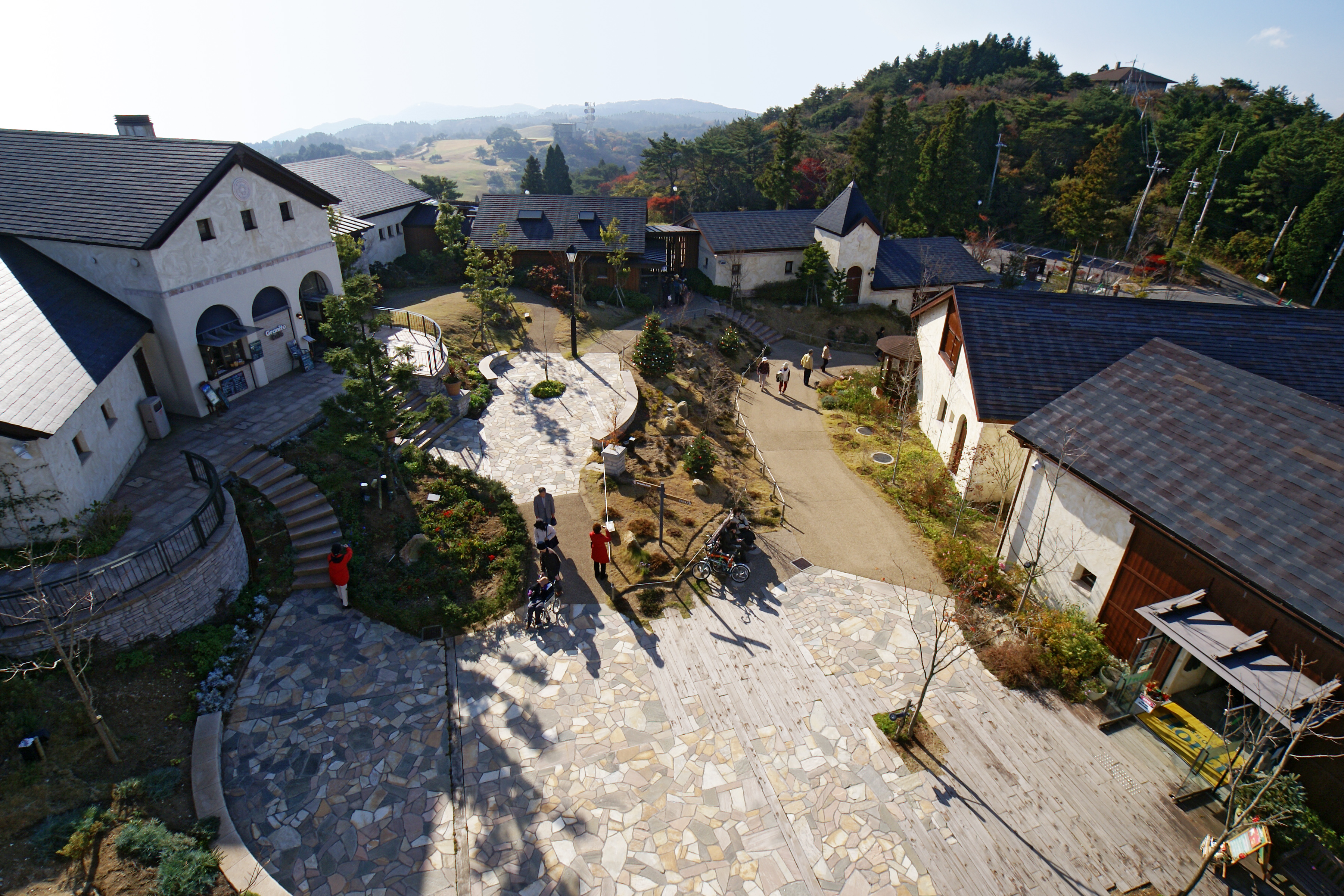
Rokko Garden-Terrasse
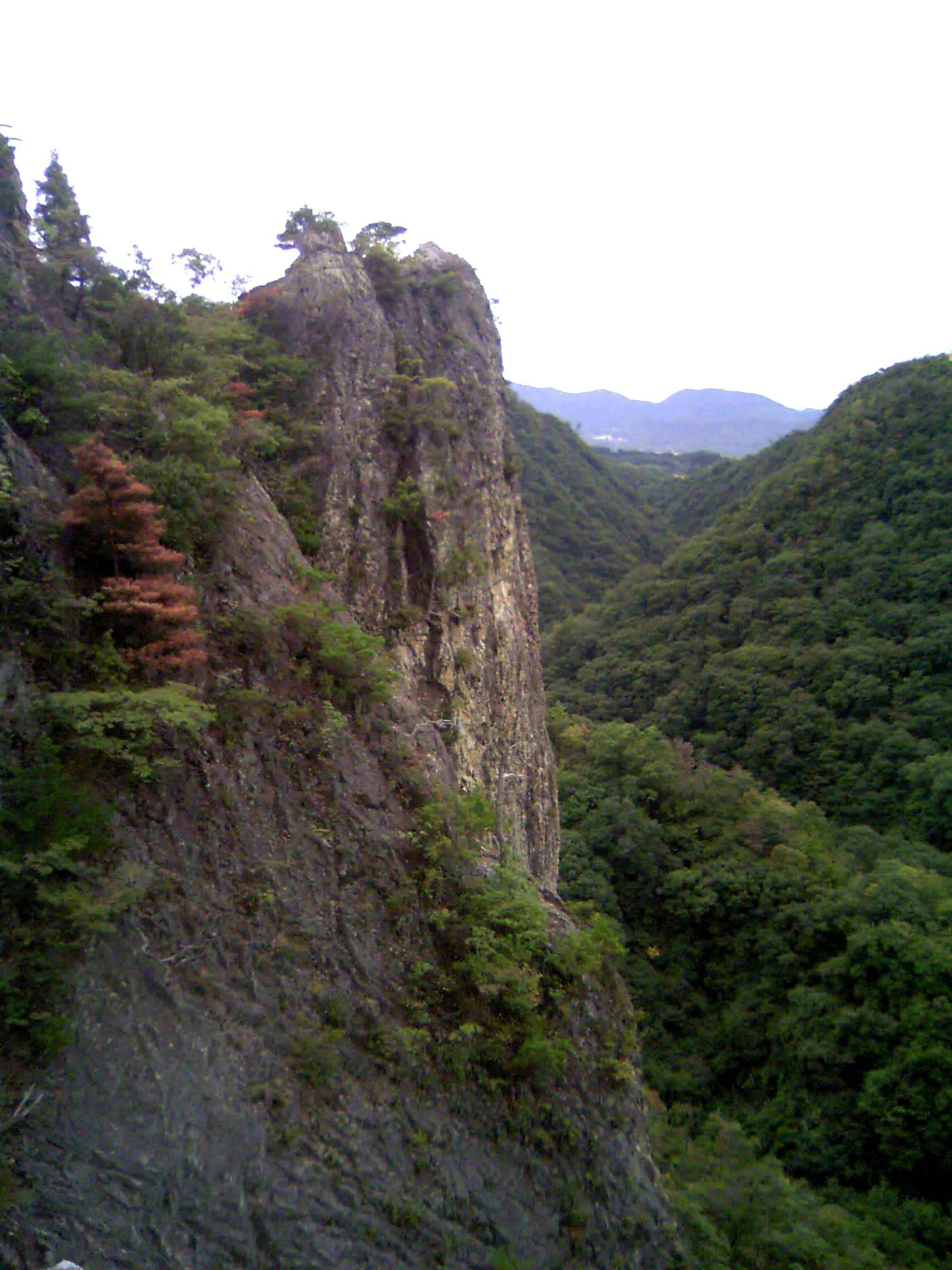
Kamakura Valley
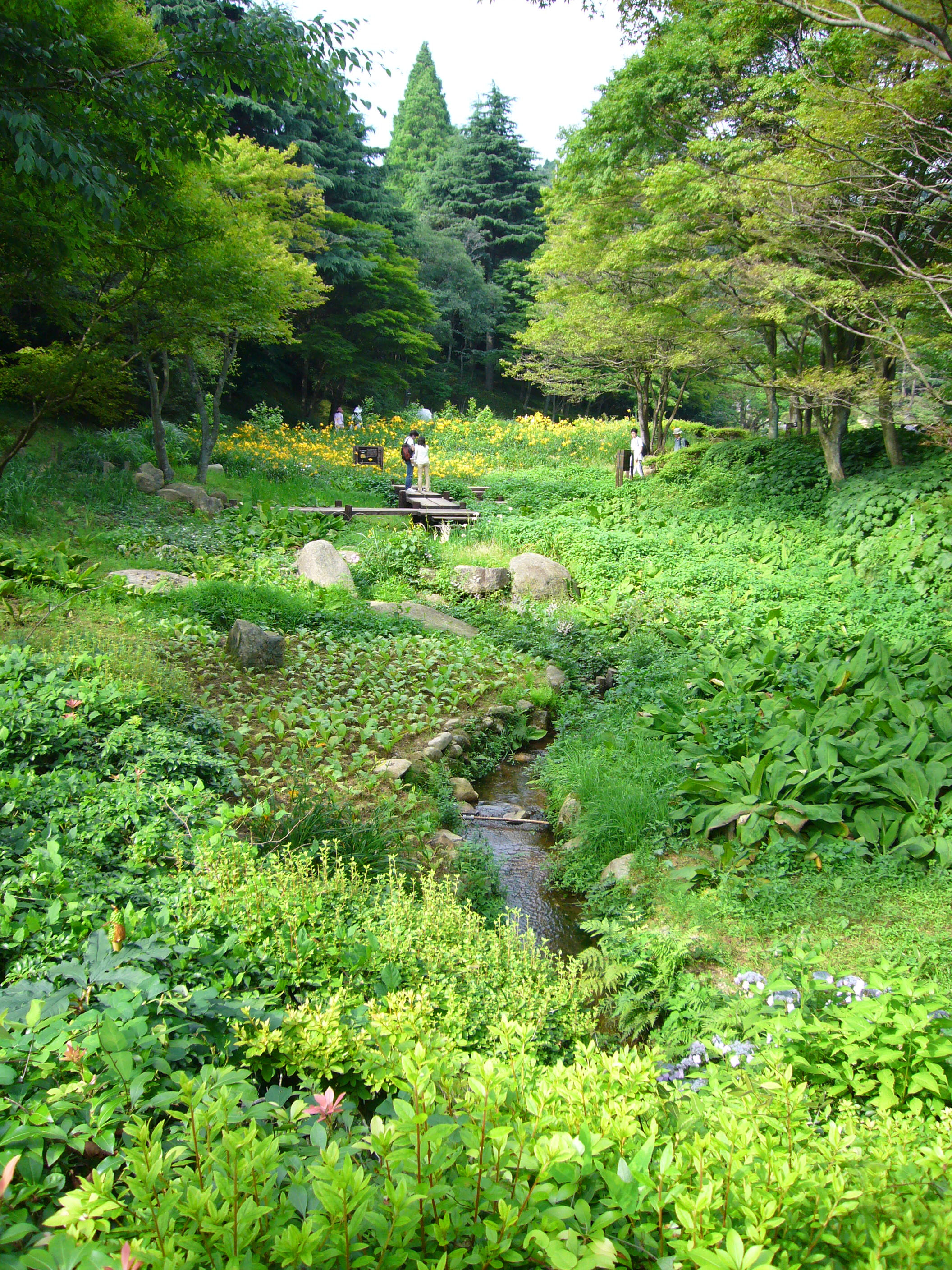
Rokkō Alpine Botanical Garden
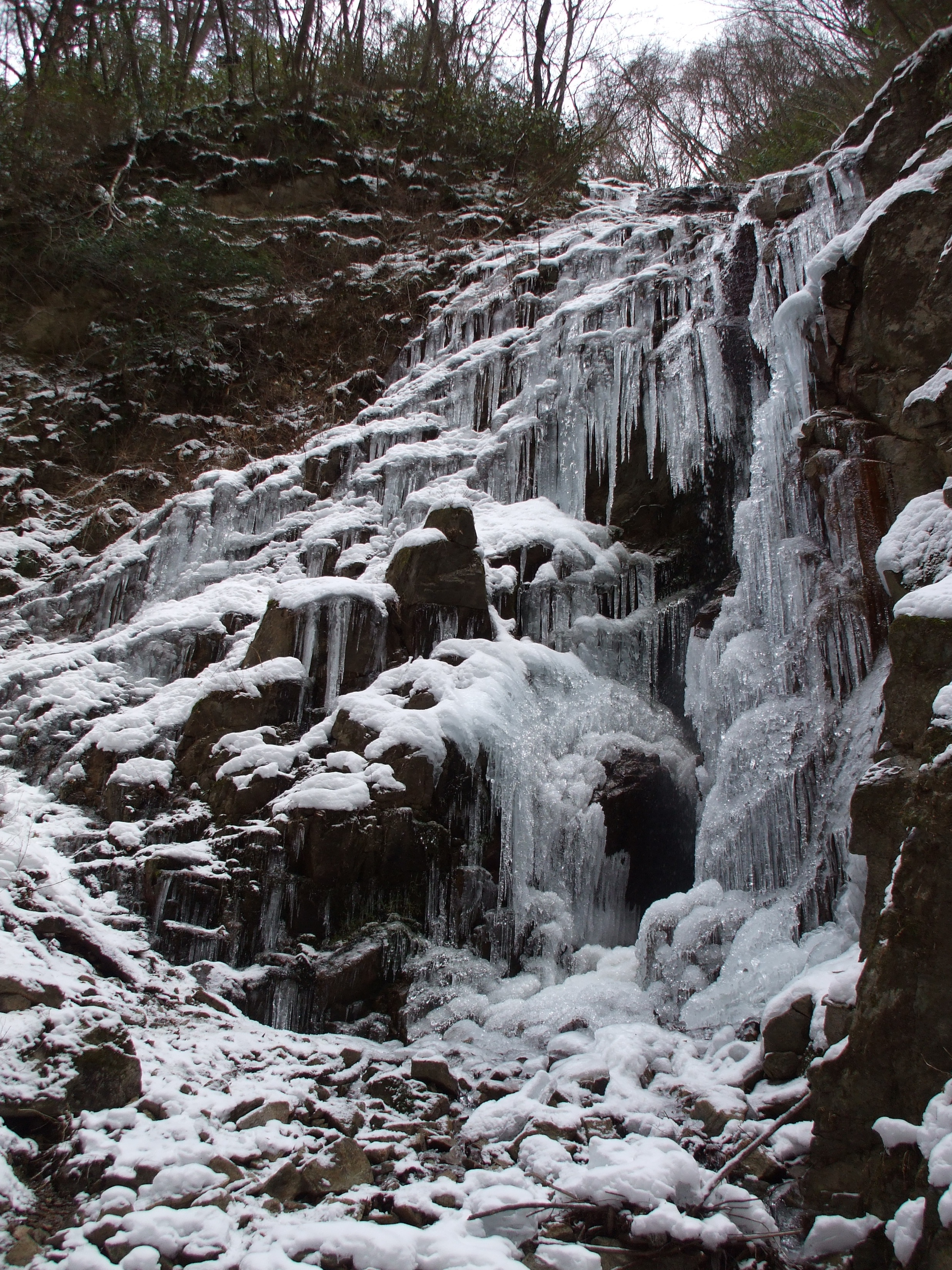
Gefrorener Nanamagari-Wasserfall
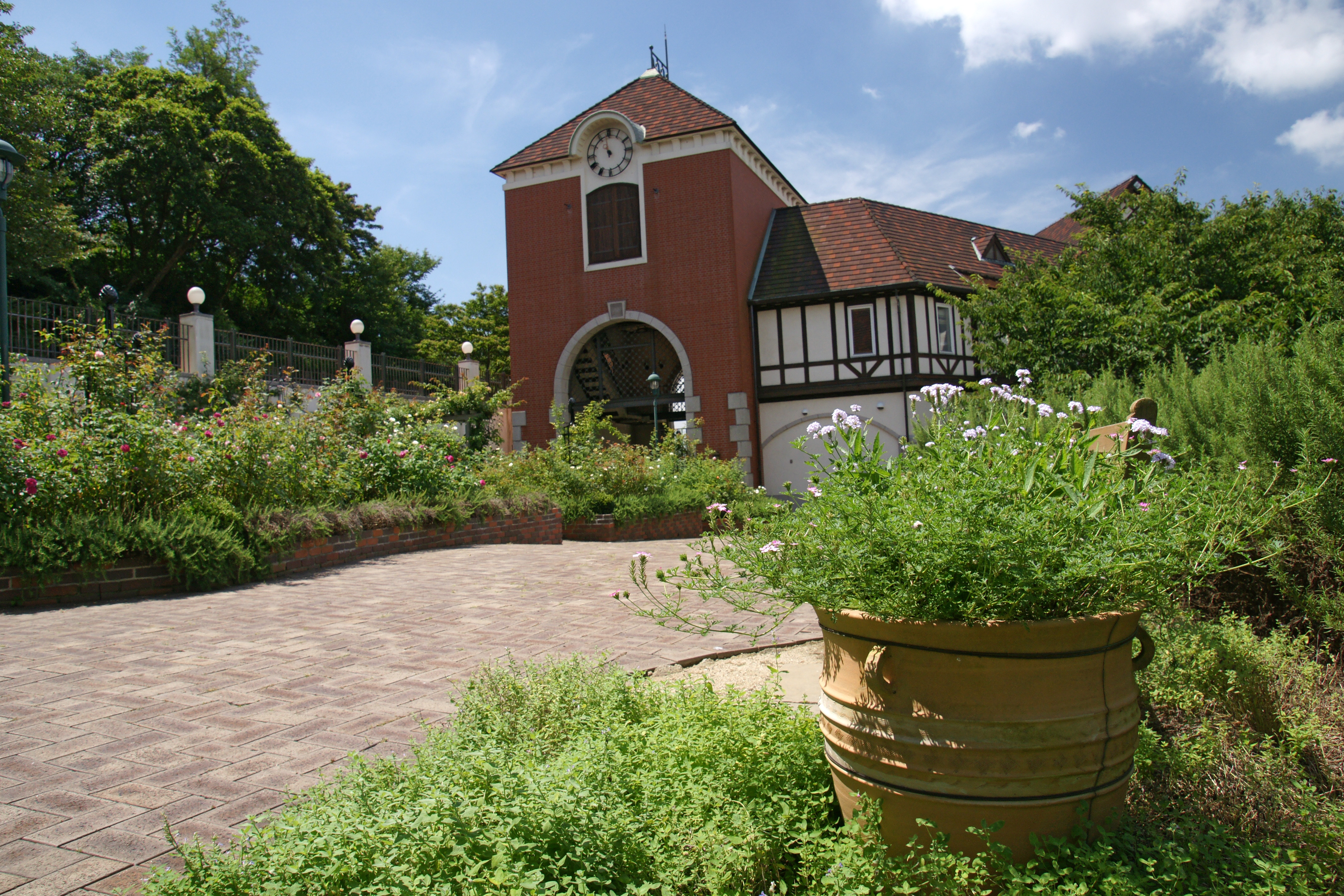
Nunobiki Herb Garden
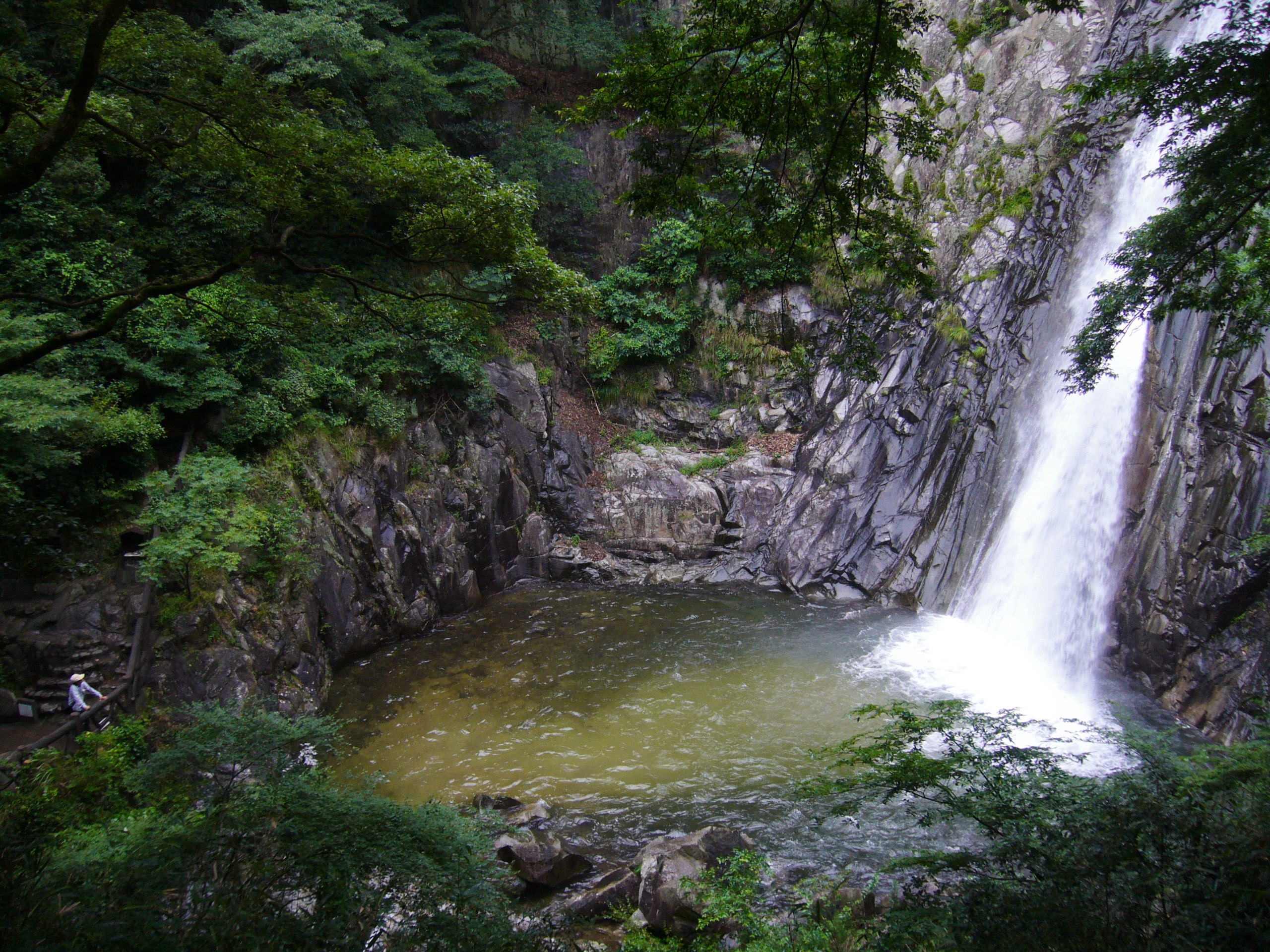
Nunobiki-Wasserfall